# Монурики (остров)
Монурики — необитаемый остров в Тихом океане, входит в группу островов Маманука — государство Фиджи. Остров протяжённостью примерно 1 км в длину и 600 м в ширину. Монурики — остров вулканического происхождения, площадью 0,4 км², окружён со всех сторон коралловыми рифами. На острове есть несколько живописных лагун и пляжей из белого песка. Остров стал туристической достопримечательностью после выхода на экраны фильма «Изгой» с Томом Хэнксом в главной роли. Теперь остров называют не иначе как «остров Изгоя». Во время съёмок на территории острова проживали 100 человек съёмочной группы.
Остров характеризуется каменистым дном, сильными течениями и штормами. Монурики — самый южный из островов Маманука.

## Флора и фауна
Растительность в основном состоит из сосен, пандануса, кокоса и связанных с ними видов прибрежных лесов. Существует план разведения игуан.